# سينارة أطلسية
سينارة أطلسية أو مَن صنوبر كارولينا (الاسم العلمي: Cinara atlantica) هي نوع من الحشرات يتبع جنس السينارة من الفصيلة المنية.